# سحر غول
سحر غول (1998، بدخشان، أفغانستان) فتاة أفغانستانية بعمر المراهقة، تعرضت لتعذيب وسوء المعاملة على أيدى عائلة زوجها في قرية بولى كيمرى عندما كانت متزوجة بشكل غير قانونى كعروس طفلة. أصبحت قضيتها جديرة بالملاحظة في أفغانستان، وعلى مستوى العالم عندما تم إنقاذها في نهاية عام 2011. صحيفة الجارديان قالت أن قضية جول"أرعبت أفغانستان وأثارت نوبة من المراجعة العميقة للدوافع الشعبية. ثلاثة من أهل زوجها اُدينوا بجريمة الشروع في قتل وحُكم عليهم بالسجن لمدة عشر سنوات، لكن أبطلت المحكمة إدانتهم بعد الاستئناف. وتستعيد جول عافيتها في ملجأ للنساء، وتقول أنها كانت لديها طموحات أن تطبح سياسية وتوقف معاناة النساء كما فعلت هي.

## حياتها المبكرة
نشأت في بدخشان، وهو إقليم جبلي في شمال أفغانستان. تنقلت بين أقربائها بعد وفاة والدها وفي الأخير استقر بها الحال في منزل أخيها غير الشقيق عندما كانت بعمر التاسعة. كانت غول ترعى الابقار والاغنام، وتعمل في بستان للجوز وأشجار المشمش، وأيضا تصنع قوالب طوب من الروث لاستخدامها كوقود. وكان تواجدها في منزل أخيها غير الشقيق مصدر استياء قوى لزوجته، التي دفعته لتزويجها على الرغم من أنها لم تصل لعمر الزواج القانونى 16 عام. وتواصلت زوجة أخيها غير الشقيق مع رجل بعمر الثلاثين يُدعى غولم ساكى (بالإنجليزية Ghulam Sakhi)، الذي دفع على الاقل 5 آلاف دولار لأجلها. وكانت غول أمية في الوقت الذي تزوجت.

## الزواج وسوء المعاملة
أخد ساكى غول إلى بيت أهله في المقاطعة الشمالية لإقليم بغلان. وصرح مسئولين من وزارة شئون المرأة أن عائلة ساكى أعتادت ان تجبر غول على ممارسة الدعارة. ولقد رحلت زوجة ساكى الأولى بعدما تعرضت للضرب من ساكى ووالدته لعدم إنجابها. وقاومت غول لعدة أسابيع إتمام زواجها.
هربت غول لبيت أحد الجيران، الذين بلغوا الشرطة وعائلة ساكى. واضطر ساكى لتوقيع خطاب بعدم اساءة معاملة غول في المستقبل بدافع من الشرطة والجيران، ثم عادت مع ساكى إلى البيت. سمع أحد الجيران بعد ذلك اصوات صراخ قادمة من المنزل، ويمكن وصف حالة جول في الصباح التالى بأنها «فقدت الكثير من وزنها، أيديها كانت مغطاة بالكدمات والجروح، وإحدى ايديها كانت مكسورة، ولكن والدة ساكى كانت تجبرها على القيام بغسل الملابس». بعد ذلك أجبرتها عائلة ساكى على البقاء في القبو. في القبو كانت أيديها وأرجلها مربوطة بحبل، تنام على الأرضية بدون مرتبة، وتأكل الخبر والماء. كان يتم ضربها بشكل منتظم، وكانت تتلقى معظم الضربات من والد زوجها. انتزعت أظافرها وكتل من شعرها، وقطع من اللحم من جسمها قُطعت باستخدام الكماشة. وكانت الحيوانات تسمد الأرض بالروث في وقت اكتشافها حيث كانت ممددة في القش.
اُتهم والد زوجها بضربها بالعصي، وعض صدرها، وادخال حديد ساخن في المهبل، وانتزاع اتنين من أظافر. حاول عم غول واخيها غير الشقيق زيارتها ولكن فشلوا، وحذرت عائلة ساكى أخيها غير الشقيق، محمد، حول شرعية الزواج.

## الأكتشاف
في ديسمبر 2011، بعد ست شهور من الزواج، تم اكتشاف غول بواسطة عمها وأخيها غير الشقيق واتنين من الضباط بعدما سمعوا صوت قادم من القبو وقت اتصالهم بالمنزل. اعتقلت الشرطة ثلاث من أفراد عائلة ساكى، وهم سايموى والدة ساكى، وماكرد ابنتها، وأمانولا زوجها. وأمانولا وُجد مختبئ خلف البرقع.
أخبرت العائلة الشرطة أن ساكى في ولاية هلمند، في الجيش القومى الأفغانى. وهذا كان غير حقيقى، مما سبب التشويش نتيجة للادعاء الخاطئ الذي منحه الفرصة للهروب مع دارماك أخيه. ولايزالون طلقاء. وتكونت وحدة من الشرطة الخاصة للبحث عن ساكى.
دعا حامد كرزاى رئيس أفغانستان لتطبيق عدالة سريعة لأجل غول. في مايو 2012، أعلن قاضى محكمة المقاطعة في كابول ان الثلاث التي اعتقلهم الشرطة من عائلة ساكى مذنبين، وتم بث المحاكمة على التلفزيون القومى. وبررت عائلة ساكى في المحكمة تصررفهم كنتيجة لدفع الكثير من المال لفتاة غير جميلة، أساءت التصرف، ولم تكن تنفذ ما يُطلب منها ولا تنجب الأطفال.
و كان محامين عائلة ساكى مدعومين من الفريق القانونى التابع لـ ""Da Qanoon Ghushtonky، وهو فريق مُمول من المساعدات الدولية. وجادل المحاميين حول الاجراءات القانونية في قضية غول أنها كانت متأثرة بشكل سلبى بالاحتجاح السياسى على معاملتها. وقال محامين عائلة ساكى أنهم انكروا ضرب أو تخدير غول وحبسها في القبو وادعوا ان جروح جول هي جروح ذاتية. وقالوا أيضا بأنهم ليس لديهم خطط لإرسالها للعمل في الدعارة.

## الإدانة والإستئناف
تمت إدانة أفرد عائلة ساكى الثلاثة بتهمة الشروع في قتل جول وهم والدة زوجها ووالده وأخته، وحُكم عليهم بالسجن لمدة عشر سنوات في يوليو 2012. وإدانتهم اُيدت لاحقا في الإستئناف.
في يوليو 2013، تم إطلاق سراح أفراد عائلة ساكى مبكرا، وإدانتهم اُلغيت لنقص الأدلة. ولم تُبلغ غول ومحاميها بالخبر واكتشفت أمر إطلاق سراحهم عندما حققوا في وقت بعد تاريخ الاستئاف. قال محامى غول بأن إطلاق سراحهم كان «على أساس عدم وجود أدلة، مع العلم أن الأشخاص الذين أعطوا أدلة لم يعرفوا بأن جلسة الاستماع كانت مقامة حينها». وارسلت المحكمة العليا الأفغانية قضية جول لمحكمة الاستئناف، المحكمة العليا قالت ان العنف الذي عانت منه جول يظهر ليُبرر ادانة الاعتداء، وليس شروع في قتل. وقراراهم كان مشترك مع محكمة الاستئناف التي ابطلت الإدانة واطلقت سراح افراد عائلة ساكى.
لم يحضر المدعى العام، والشخص الوحيد الذي كان في المحكمة هو محامى الدفاع لاجل المتهمين، على الرغم من انه يجب على كلا الطرفين ان يتم ابلاغهم. وتم اطلاق سراح المتهمين من السجن بعد يومين، وهذا الاجراء في العادى يستغرق حوالى شهر. وتضمن هذا الاجراء رفض المناشدة لاطلاق سراحهم مراتين، وتم مع التدخل على الاقل لثلاث قضاة ونائب عام.
تم افتتاح مقهى إنترنت للنساء في كابول العاصمة الأفغانية في اليوم العالمى للمراة في 2012، وسمى على اسم غول، تعيش غول في ملجأ قريب من كابول حيث يديره «نساء لاجل النساء الأفغانيات». وهي منظمة تم انشائها في 2001 ولديها سبع ملاجئ عبر أفغانستان.